# Villiers-en-Désœuvre
Villiers-en-Désoeuvre – miejscowość i gmina we Francji, w regionie Normandia, w departamencie Eure.
Według danych na rok 1990 gminę zamieszkiwało 687 osób, a gęstość zaludnienia wynosiła 47 osób/km² (wśród 1421 gmin Górnej Normandii Villiers-en-Désoeuvre plasuje się na 346. miejscu pod względem liczby ludności, natomiast pod względem powierzchni na miejscu 152.).